# Félix Mesguich
Pour les articles homonymes, voir Mesguich.
Félix Mesguich est un opérateur français, pionnier du cinéma, né le 15 septembre 1871 à Alger et mort dans le 25 avril 1949 à 16e arrondissement de Paris. Il fut un des premiers reporters du cinéma (avec Alexandre Promio, Francis Doublier et Marius Chapuis) et le chef-opérateur du premier film publicitaire en octobre 1898 pour la marque Ripolin.

## Parcours
Mesguich est envoyé par les frères Lumière aux quatre coins du monde  (États-Unis, Russie...). Il est expulsé de Russie pour outrages après avoir filmé Caroline Otero (La Belle Otero) dansant avec un officier russe.
Le 15 octobre 1898, il exécute en tant qu'opérateur, pour l'Agence nouvelle de publicité (Paris), le premier film publicitaire au monde : ce court métrage comique montre trois peintres se disputant devant une affiche murale — produite en collaboration avec Eugène Vavasseur — sur laquelle est inscrite les mots « Ripolin peinture laquée ».
En 1902, il est engagé par Charles Urban. Il parcourt l'Europe, la Turquie, le Caucase, la Russie, la Mongolie...
Il est à Saint-Pétersbourg en 1905 quand débute la Révolution, à Rambouillet pour les parties de chasse d'Alphonse XIII d'Espagne et d'Émile Loubet, à la fête des vignerons à Vevey, à la compétition multisports organisée en 1906 à Athènes entre deux Jeux olympiques, dans l'avion de Wilbur Wright à Pau en 1908 (premier film à bord d'un avion), puis en 1909 il fait le tour du monde.
Il passe ensuite une grande partie de sa carrière en tant que directeur commercial de Ciné-Tirage L. Maurice (CTM), société fondée en 1919 avec le fils de Clément Maurice.
En 1933, il publie chez Grasset ses mémoires, intitulés Tours de Manivelle. Souvenirs d’un Chasseur d’Images. Dans la foulée, il est nommé chevalier de la Légion d'honneur par le ministère du Travail.

## Galerie

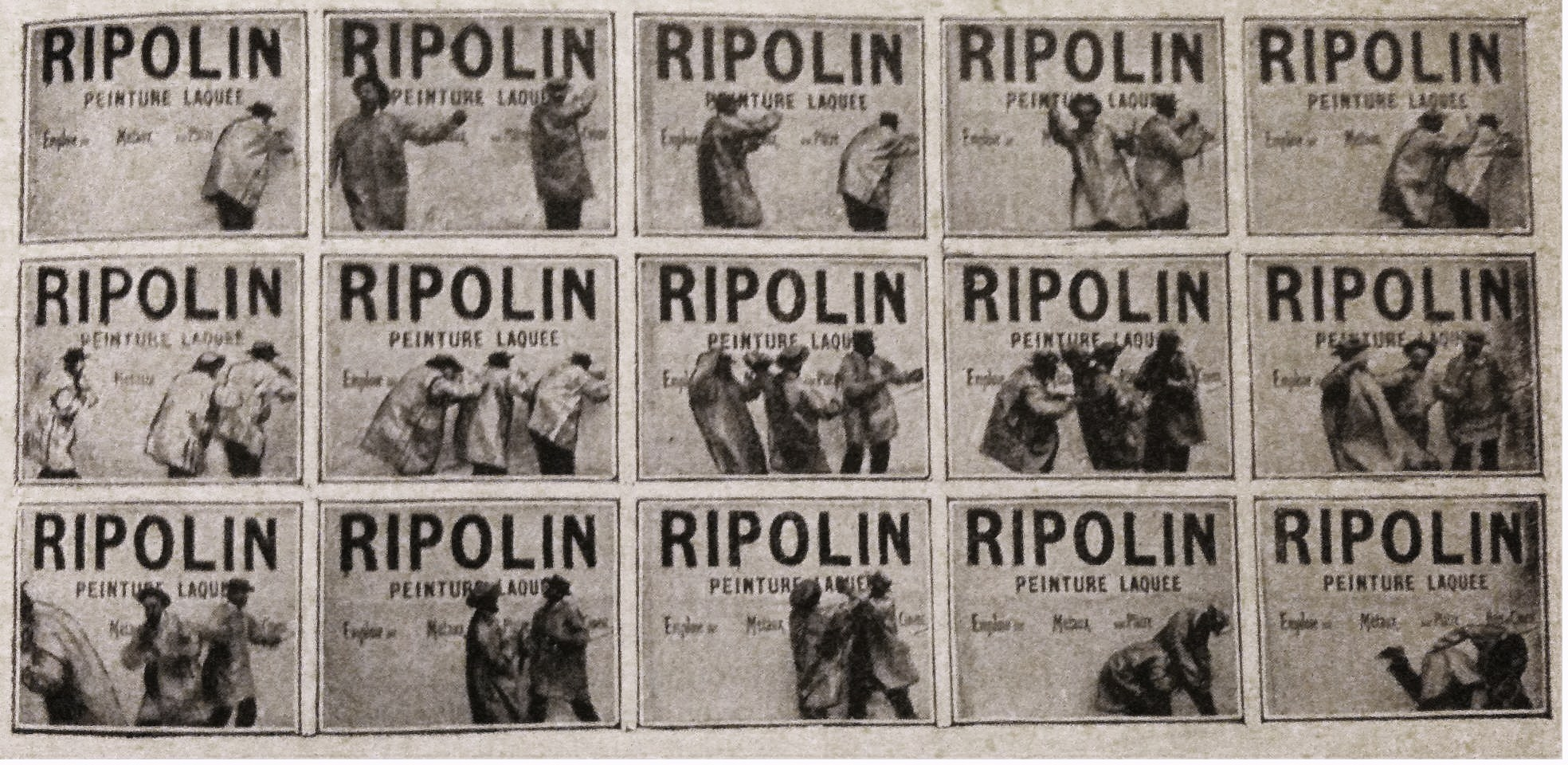
« Les Trois Ripolin » : photogrammes du premier film publicitaire exécuté en octobre 1898 à Paris par Félix Mesguich pour le compte de l'Agence nouvelle de publicité (Source : Lectures pour tous, 1899, Gallica/BnF).